# Флеволанд
Флеволанд (хол. Flevoland) је провинција у централној Холандији. Провинција има 388.063 становника, по подацима с краја 2009. Главни град Флеволанда је Лелистад. 

### Географија
Флеволанд је најмлађа од дванаест холандских провинција, а чине је Североисточни полдер, Источни и Јужни Флеволанд, настали исушивањем делова некадашњег Јужног мора у којем су се налазила некадашња острва Урк и Схокланд. Флеволанд се на крајњем северу граничи са Фризијом, а на североистоку са Oверејселом. На западу се граничи са језерима Маркер и Ејсел док се на југоистоку граничи са провинцијом Хелдерланд, а на југу са Утрехтом и Северном Холандијом.
За провинцију Флеволанд су карактеристична пространства и јасна подела. Чине је два дела: Североисточни полдер и Флевополдер, највеће вештачко острво на свету.
Флевополдер је повезан мостовима и једном браном. Провинција се налази у просеку око 5м испод нивоа мора. 

### Настанак
Флеволанд је добио име по латинском називу за Зојдерски залив Lacus Flevo као што је римски географ Помпоније Мела 44 год. н. е. споменуо у својој Хорографији (О местима Земље). Лаганим растом нивоа мора је постепено настало неколико језера у областима Јужног мора која су се почетком наше ере сјединила. Помпоније је о овоме написао следеће: "Северни рукавац Рајне се шири и формира језеро Флево, које окружује истоимено острво, а потом се као и обичне реке улива у море."
Процес се наставио и постепено је из овог језера настало Јужно море. Имена Флеволанд и Флиланд имају заправо исто порекло.

### Језеро Ејсел
Језеро Ејсел или Ејселмер (фризијски: Иселмар) је језеро које је настало 1932. постављањем Велике бране (хол. Afsluitdijk) у једном делу Јужног мора. Други део некадашњег Јужног мора је сада део Ваденског мора. Језеро Ејсел окружују Велика брана, фризијска обала између Макума и Лемера, западна брана Североисточног полдера, мост Кејтел, западни насипи Источног Флеволанда, насип Лелистад-Енкхеузен и обала Северне Холадније од Енкхеузена ка ден Уферу на Великој брани. До затварања насипа између Енкхеузена и Лелистада (1976) језера Ејсел и Маркер су чинила целину. Очекује се да ће се велика количина воде која се испушта у Ваденско море сигурно удвостручити, као последица климатксих промена. Овим се претпоставља да ће вода бити виша за 25цм у односу на Ејселмер. Сада је циљ да се удвостручи капацитет одводњавања и уједно да се побољша еколошка кохерентност језера Ејсел са Ваденским морем.